# Tore André Flo
Tore André Flo (Stryn, 15 juni 1973) is een voormalig Noors voetballer die doorgaans als centrumspits speelde.

## Clubcarrière
Flo's profcarrière begon in het seizoen 1993 bij Sogndal Fotball. Het jaar daarna verhuisde hij naar Tromsø IL, waar hij uitgroeide tot spits van het nationale elftal. Het seizoen erna (1996) verhuisde Flo naar SK Brann. Daar viel hij Chelsea FC op, dat hem kocht. In 112 wedstrijden scoorde hij daar 34 goals. In 1998 kreeg hij de prijs voor Kniksen van het jaar.
In 2000 vertrok hij naar de Glasgow Rangers. Het ging niet erg goed in Schotland. Daarom ging Flo in 2002 terug naar Engeland, Sunderland AFC. Toen Sunderland degradeerde ging hij weg bij de club. Hij verhuisde naar Italië. Hij ging spelen bij AC Siena. In 2005 vertrok hij bij Siena om terug te gaan naar zijn vaderland. Hij ging spelen voor Vålerenga IF.
In januari 2007 tekende Flo een contract bij Leeds United, het team van zijn ex-teamgenoot (bij Chelsea) Dennis Wise. Deze is op dat moment trainer van de club. Leeds bivakkeerde op dat moment in de onderste regionen van de First Division. Op 11 maart 2008 beëindigde hij zijn carrière. In november ging hij weer spelen bij Milton Keynes Dons en tekende hij een contract tot medio 2009.
Hij is de broer van Jostein Flo en Jarle Flo die ook professionele voetballers zijn.

## Interlandcarrière
Flo speelde ook in het Noorse elftal. Onder leiding van bondscoach Egil "Drillo" Olsen maakte hij zijn debuut op 11 oktober 1995 in het oefenduel tegen Engeland (0-0) in Oslo. Hij deed mee aan het EK van 2000 en aan de WK's in 1994 en 1998. In 76 wedstrijden scoorde hij 23 keer voor het nationale team.

## Erelijst
Chelsea
- FA Cup

2000
 Vålerenga IF
- Noors landskampioen

2005